# Карађорђе у покрету
Ќарађорђе у покрету је био радни назив недовршеног споменика Карађорђу Петровићу чији је аутор био српско-холандски уметник Славомир Милетић. Исечци из вести које су снимане током његове израде су биле познате и популарне у Србији током раних 2000-их.

## Израда споменика
Почетком 2000-их је негде у Србији био ангажован познати српско-холандски уметник Славомир Милетић ради израде споменика Карађорђу Петровићу. Током једне репортаже је Милетић потврдио да је радни назив споменика Карађорђе у покрету, и за њега је изјавио чувену реченицу:
Ово је жив Карађорђе, мртвог не правим бре!
Током репортаже је критиковао Споменик Карађорђу у Београду речима да изгледа као да се Карађорђе поштапа сабљом. Додао је и да је то лично саопштио његовом аутору Сретену Стојановићу, уз питање да му није јасно шта он ради на споменику. Споменик је требао бити висок 3,5m и изливен у бронзи, а изливање је требало да се обави у Тополи.

## Судбина споменика
Нема пуно доступних података о овом споменику, али се према свему судећи у неком тренутку одустало од његове израде. У Србији закључно са 23. јуном 2023. постоје четири споменика Карађорђу: у Београду, у Тополи, у Орашцу, и у Вишевцу